# Perú a la Copa del Món de futbol
Aquest és el registre dels resultats de Perú a la Copa del Món. Perú no ha estat mai campiona del món, i la seva millor participació va ser la de l'any 1970, quan va arribar als quarts de final.

## Resum d'actuacions
| 1930  | 1a ronda              | 10s                   | 2                     | 0                     | 0                     | 2                     | 1                     | 4                     | Classificats com a convidats | Classificats com a convidats | Classificats com a convidats | Classificats com a convidats | Classificats com a convidats | Classificats com a convidats | Souza Ferreira (1)                        | Bru              |
| 1934  | Es van retirar        | Es van retirar        | Es van retirar        | Es van retirar        | Es van retirar        | Es van retirar        | Es van retirar        | Es van retirar        |                              |                              |                              |                              |                              |                              |                                           |                  |
| 1938  | No es van classificar | No es van classificar | No es van classificar | No es van classificar | No es van classificar | No es van classificar | No es van classificar | No es van classificar |                              |                              |                              |                              |                              |                              |                                           |                  |
| 1950  | Es van retirar        | Es van retirar        | Es van retirar        | Es van retirar        | Es van retirar        | Es van retirar        | Es van retirar        | Es van retirar        |                              |                              |                              |                              |                              |                              |                                           |                  |
| 1954  | Es van retirar        | Es van retirar        | Es van retirar        | Es van retirar        | Es van retirar        | Es van retirar        | Es van retirar        | Es van retirar        |                              |                              |                              |                              |                              |                              |                                           |                  |
| 1958  | No es van classificar | No es van classificar | No es van classificar | No es van classificar | No es van classificar | No es van classificar | No es van classificar | No es van classificar | 2                            | 0                            | 1                            | 1                            | 1                            | 2                            | Terry (1)                                 | Orth             |
| 1962  | No es van classificar | No es van classificar | No es van classificar | No es van classificar | No es van classificar | No es van classificar | No es van classificar | No es van classificar | 2                            | 0                            | 1                            | 1                            | 1                            | 2                            | Delgado (1)                               | Calderón         |
| 1966  | No es van classificar | No es van classificar | No es van classificar | No es van classificar | No es van classificar | No es van classificar | No es van classificar | No es van classificar | 4                            | 2                            | 0                            | 2                            | 8                            | 6                            | León (3)                                  | Calderón         |
| 1970  | Quarts de final       | 7s                    | 4                     | 2                     | 0                     | 2                     | 9                     | 9                     | 4                            | 2                            | 1                            | 1                            | 7                            | 4                            | Cubillas (6)                              | Didi             |
| 1974  | No es van classificar | No es van classificar | No es van classificar | No es van classificar | No es van classificar | No es van classificar | No es van classificar | No es van classificar | 3                            | 1                            | 0                            | 2                            | 3                            | 4                            | Sotil (2)                                 | Scarone          |
| 1978  | 2a ronda              | 8s                    | 6                     | 2                     | 1                     | 3                     | 7                     | 12                    | 6                            | 3                            | 2                            | 1                            | 13                           | 3                            | Cubillas (5)                              | Calderón         |
| 1982  | 1a ronda              | 20s                   | 3                     | 0                     | 2                     | 1                     | 2                     | 6                     | 4                            | 2                            | 2                            | 0                            | 5                            | 2                            | La Rosa (3)                               | Tim              |
| 1986  | No es van classificar | No es van classificar | No es van classificar | No es van classificar | No es van classificar | No es van classificar | No es van classificar | No es van classificar | 8                            | 3                            | 2                            | 3                            | 10                           | 9                            | Navarro (3)                               | Challe           |
| 1990  | No es van classificar | No es van classificar | No es van classificar | No es van classificar | No es van classificar | No es van classificar | No es van classificar | No es van classificar | 4                            | 0                            | 0                            | 4                            | 2                            | 8                            | del Solar, González (1)                   | Pepe             |
| 1994  | No es van classificar | No es van classificar | No es van classificar | No es van classificar | No es van classificar | No es van classificar | No es van classificar | No es van classificar | 6                            | 0                            | 1                            | 5                            | 4                            | 12                           | Soto, Muchotrigo, Palacios, del Solar (1) | Popović          |
| 1998  | No es van classificar | No es van classificar | No es van classificar | No es van classificar | No es van classificar | No es van classificar | No es van classificar | No es van classificar | 16                           | 7                            | 4                            | 5                            | 19                           | 20                           | Palacios (6)                              | Oblitas          |
| 2002  | No es van classificar | No es van classificar | No es van classificar | No es van classificar | No es van classificar | No es van classificar | No es van classificar | No es van classificar | 18                           | 4                            | 4                            | 10                           | 14                           | 25                           | Pajuelo, Palacios, Pizarro, Solano (2)    | Maturana, Uribe  |
| 2006  | No es van classificar | No es van classificar | No es van classificar | No es van classificar | No es van classificar | No es van classificar | No es van classificar | No es van classificar | 18                           | 4                            | 6                            | 8                            | 20                           | 28                           | Farfán (7)                                | Autuori, Ternero |
| 2010  | No es van classificar | No es van classificar | No es van classificar | No es van classificar | No es van classificar | No es van classificar | No es van classificar | No es van classificar | 18                           | 3                            | 4                            | 11                           | 11                           | 34                           | Fano (3)                                  | del Solar        |
| 2014  | No es van classificar | No es van classificar | No es van classificar | No es van classificar | No es van classificar | No es van classificar | No es van classificar | No es van classificar | 16                           | 4                            | 3                            | 9                            | 17                           | 26                           | Farfán (5)                                | Markarián        |
| 2018  | 1a ronda              | 20s                   | 3                     | 1                     | 0                     | 2                     | 2                     | 2                     | 20                           | 8                            | 6                            | 6                            | 29                           | 26                           | Guerrero (6)                              | Gareca           |
| 2022  | No es van classificar | No es van classificar | No es van classificar | No es van classificar | No es van classificar | No es van classificar | No es van classificar | No es van classificar |                              |                              |                              |                              |                              |                              |                                           |                  |
| 2026  | Per determinar        | Per determinar        | Per determinar        | Per determinar        | Per determinar        | Per determinar        | Per determinar        | Per determinar        |                              |                              |                              |                              |                              |                              |                                           |                  |
| 2030  | Per determinar        | Per determinar        | Per determinar        | Per determinar        | Per determinar        | Per determinar        | Per determinar        | Per determinar        |                              |                              |                              |                              |                              |                              |                                           |                  |
| 2034  | Per determinar        | Per determinar        | Per determinar        | Per determinar        | Per determinar        | Per determinar        | Per determinar        | Per determinar        |                              |                              |                              |                              |                              |                              |                                           |                  |
| Total | Quarts de final       | Quarts de final       | 15                    | 4                     | 3                     | 8                     | 19                    | 31                    | 149                          | 43                           | 37                           | 69                           | 164                          | 211                          |                                           |                  |

## Uruguai 1930
La Selecció del Perú va ser un dels 13 països participants de la Copa Mundial de Futbol de 1930, que es va realitzar a Uruguai. El Perú va arribar al Mundial després d'haver estat convidada per l'Associació Uruguaiana de Futbol. Al continent americà, l'Uruguai va sol·licitar l'ajuda als veïns per organitzar el torneig. Tot i que va convidar tots els països, molts es van negar a pagar la suma de diners sol·licitada com a suport a l'organització. No obstant això, pels seus enllaços d'amistat, la Selecció del Perú, acceptaria la petició. A causa del rebuig dels països europeus principalment, la Copa va haver de reduir el nombre de participants de 16 a 13. És allà que ja una formada selecció peruana que havia tingut participació en els tornejos continentals és considerada. A la Selecció peruana d'aquell llavors destacava Alejandro Villanueva, Luis de Souza Ferreira, Juan Valdivieso, Julio Lores Colán, que anys després es nacionalitzaria mexicà i jugaria pel seleccionat d'aquest país.
Aquest mundial és el pitjor que ha tingut el Perú, pel fet que no va fer punts, anotant un solitari gol i quatre en contra, però que malgrat això va aconseguir una decorosa ubicació (10è lloc). Com a dades històriques per al futbol, el partit contra Romania, va ser el de menys públic a la història dels mundials (2000 persones segons la revista El Gráfico de l'època) ia més el jugador Plácido Galindo va ser el primer expulsat als mundials.

### Primera fase: Grup 2
| Pos | Equip   | PJ | PG | PE | PP | GF | GC | DG | Pts | Classificació       |
| --- | ------- | -- | -- | -- | -- | -- | -- | -- | --- | ------------------- |
| 1   | Uruguai | 2  | 2  | 0  | 0  | 5  | 0  | +5 | 4   | Avança a semifinals |
| 2   | Romania | 2  | 1  | 0  | 1  | 3  | 5  | −2 | 2   |                     |
| 3   | Perú    | 2  | 0  | 0  | 2  | 1  | 4  | −3 | 0   |                     |

|  | Romania                            | 3–1    | Perú         |                                                         |  |
|  | Deşu 1' · Stanciu 79' · Kovács 89' | Report | De Souza 75' | Estadio Pocitos, Montevideo · Alberto Warnken (Chile) · |  |

| Romania | Perú |

|  | Uruguai    | 1–0    | Perú |                                                            |  |
|  | Castro 65' | Report |      | Estadio Centenario, Montevideo · John Langenus (Belgium) · |  |

| Uruguai | Perú |

## Mèxic 1970
La Selecció del Perú va ser un dels 16 països participants de la Copa Mundial de Futbol de 1970, que es va realitzar a Mèxic. Havien passat 40 anys, des de la darrera vegada que la Selecció Peruana va participar en un mundial. Aquesta va ser la primera vegada que la selecció peruana va classificar per dret propi i no per invitació.

### Primera fase: Grup 4
| Pos | Equip               | PJ | PG | PE | PP | GF | GC | DG | Pts | Classificació           |
| --- | ------------------- | -- | -- | -- | -- | -- | -- | -- | --- | ----------------------- |
| 1   | Alemanya Occidental | 3  | 3  | 0  | 0  | 10 | 4  | +6 | 6   | Avança a la segona fase |
| 2   | Perú                | 3  | 2  | 0  | 1  | 7  | 5  | +2 | 4   | Avança a la segona fase |
| 3   | Bulgària            | 3  | 0  | 1  | 2  | 5  | 9  | −4 | 1   |                         |
| 4   | Marroc              | 3  | 0  | 1  | 2  | 2  | 6  | −4 | 1   |                         |

|  | Perú                                        | 3–2     | Bulgària                    |                                                                           |  |
|  | Gallardo 50' · Chumpitaz 55' · Cubillas 73' | Informe | Dermendjiev 13' · Bónev 49' | Estadi Nou Camp, León · 13,765 espectadors · Antonio Sbardella (Italià) · |  |

| Perú | Bulgària |

| 1              | Luis Rubiños        |
| 2              | Eloy Campos         |
| 3              | Orlando de la Torre |
| 4              | Héctor Chumpitaz    |
| 5              | Nicolas Fuentes     |
| 6              | Ramón Mifflin       |
| 7              | Roberto Challe      |
| 10             | Teófilo Cubillas    |
| 8              | Julio Baylón        |
| 9              | Pedro León          |
| 11             | Alberto Gallardo    |
| Seleccionador: |                     |
| Didí           |                     |

| 1              | Simeon Simeonov      |
| 2              | Aleksandar Xalamanov |
| 3              | Ivan Dimitrov        |
| 4              | Stefan Aladzhov      |
| 6              | Dimitar Penev        |
| 5              | Ivan Davidov         |
| 8              | Khristo Bónev        |
| 10             | Dimitar Yakimov      |
| 11             | Dinko Dermendjiev    |
| 7              | Georgi Popov         |
| 9              | Petar Zhekov         |
| Seleccionador: |                      |
| Stefan Bozhkov |                      |

|  | Perú                           | 3–0     | Marroc |                                                                                |  |
|  | Cubillas 65', 75' · Challe 67' | Informe |        | Estadi Nou Camp, León · 13,537 espectadors · Tofiq Bahramov (Unió Soviètica) · |  |

| Perú | Marroc |

|  | Alemanya Occidental  | 3–1     | Perú         |                                                                              |  |
|  | Müller 19', 26', 39' | Informe | Cubillas 44' | Estadi Nou Camp, León · 17,875 espectadors · Abel Aguilar Elizalde (Mèxic) · |  |

| Alemanya Occidental | Perú |

### Segona fase

#### Quarts de final
|  | Brasil                                          | 4–2     | Perú                        |                                                                             |  |
|  | Rivellino 11' · Tostão 15', 52' · Jairzinho 75' | Informe | Gallardo 28' · Cubillas 70' | Estadi Jalisco, Guadalajara · 54,233 espectadors · Vital Loraux (Bèlgica) · |  |

| Brasil | Perú |

| 1              | Félix          |
| 2              | Brito          |
| 3              | Piazza         |
| 4              | Carlos Alberto |
| 6              | Marco Antônio  |
| 5              | Clodoaldo      |
| 8              | Gérson         |
| 10             | Pelé           |
| 11             | Rivellino      |
| 7              | Jairzinho      |
| 9              | Tostão         |
| Seleccionador: |                |
| Mário Zagallo  |                |

| 1              | Luis Rubiños     |
| 2              | Eloy Campos      |
| 4              | Héctor Chumpitaz |
| 5              | Nicolas Fuentes  |
| 14             | José Fernández   |
| 6              | Ramón Mifflin    |
| 7              | Roberto Challe   |
| 10             | Teófilo Cubillas |
| 8              | Julio Baylón     |
| 9              | Pedro León       |
| 11             | Alberto Gallardo |
| Seleccionador: |                  |
| Didí           |                  |

## Argentina 1978

### Primera fase: Grup 4
| Pos | Equip         | PJ | PG | PE | PP | GF | GC | DG | Pts | Classificació           |
| --- | ------------- | -- | -- | -- | -- | -- | -- | -- | --- | ----------------------- |
| 1   | Perú          | 3  | 2  | 1  | 0  | 7  | 2  | +5 | 5   | Avança a la segona fase |
| 2   | Països Baixos | 3  | 1  | 1  | 1  | 5  | 3  | +2 | 3   | Avança a la segona fase |
| 3   | Escòcia       | 3  | 1  | 1  | 1  | 5  | 6  | −1 | 3   |                         |
| 4   | Iran          | 3  | 0  | 1  | 2  | 2  | 8  | −6 | 1   |                         |

|  | Perú                          | 3–1     | Escòcia    |                                                                          |  |
|  | Cueto 43' · Cubillas 71', 77' | Informe | Jordan 14' | Chateau Carreras, Córdoba · 37,927 espectadors · Ulf Eriksson (Suècia) · |  |

| Perú | Escòcia |

| POR             | 21 | Ramón Quiroga        |     |     |
| DEF             | 2  | Jaime Duarte         |     |     |
| DEF             | 3  | Rodolfo Manzo        |     |     |
| DEF             | 4  | Héctor Chumpitaz (c) |     |     |
| DEF             | 5  | Toribio Díaz         |     |     |
| MIG             | 6  | José Velásquez       | 19' |     |
| DAV             | 7  | Juan Muñante         |     |     |
| MIG             | 8  | César Cueto          |     | 82' |
| MIG             | 10 | Teófilo Cubillas     |     |     |
| DAV             | 11 | Juan Oblitas         |     |     |
| DAV             | 19 | Guillermo La Rosa    |     | 62' |
| Substituts:     |    |                      |     |     |
| POR             | 1  | Ottorino Sartor      |     |     |
| MIG             | 9  | Percy Rojas          |     | 82' |
| DEF             | 14 | José Navarro         |     |     |
| MIG             | 15 | Germán Leguía        |     |     |
| DAV             | 20 | Hugo Sotil           |     | 62' |
| Seleccionador:  |    |                      |     |     |
| Marcos Calderón |    |                      |     |     |

| POR            | 1  | Alan Rough      |  |     |
| DEF            | 4  | Martin Buchan   |  |     |
| DEF            | 13 | Stuart Kennedy  |  |     |
| DEF            | 14 | Tom Forsyth     |  |     |
| DEF            | 22 | Kenny Burns     |  |     |
| MIG            | 6  | Bruce Rioch (c) |  | 75' |
| MIG            | 7  | Don Masson      |  | 75' |
| MIG            | 10 | Asa Hartford    |  |     |
| MIG            | 11 | Willie Johnston |  |     |
| DAV            | 8  | Kenny Dalglish  |  |     |
| DAV            | 9  | Joe Jordan      |  |     |
| Substituts:    |    |                 |  |     |
| DEF            | 2  | Sandy Jardine   |  |     |
| MIG            | 15 | Archie Gemmill  |  | 75' |
| MIG            | 16 | Lou Macari      |  | 75' |
| DAV            | 19 | John Robertson  |  |     |
| POR            | 20 | Bobby Clark     |  |     |
| Seleccionador: |    |                 |  |     |
| Ally MacLeod   |    |                 |  |     |

|  | Països Baixos | 0–0     | Perú |                                                                                               |  |
|  |               | Informe |      | Estadi Ciudad de Mendoza, Mendoza · 28,125 espectadors · Adolf Prokop (Alemanya Occidental) · |  |

| Països Baixos | Perú |

| POR            | 8  | Jan Jongbloed        |     |     |
| DEF            | 2  | Jan Poortvliet       |     |     |
| DEF            | 5  | Ruud Krol (c)        |     |     |
| DEF            | 17 | Wim Rijsbergen       |     |     |
| DEF            | 20 | Wim Suurbier         |     |     |
| MIG            | 6  | Wim Jansen           |     |     |
| MIG            | 9  | Arie Haan            |     |     |
| MIG            | 10 | René van de Kerkhof  | 25' | 46' |
| MIG            | 11 | Willy van de Kerkhof |     |     |
| DAV            | 12 | Rob Rensenbrink      |     |     |
| DAV            | 13 | Johan Neeskens       |     | 68' |
| Substitucions: |    |                      |     |     |
| DEF            | 16 | Johnny Rep           |     | 46' |
| DAV            | 18 | Dick Nanninga        |     | 68' |
| Seleccionador: |    |                      |     |     |
| Ernst Happel   |    |                      |     |     |

| POR             | 21 | Ramón Quiroga        |           |     |
| DEF             | 2  | Jaime Duarte         |           |     |
| DEF             | 3  | Rodolfo Manzo        |           |     |
| DEF             | 4  | Héctor Chumpitaz (c) |           |     |
| DEF             | 5  | Toribio Díaz         |           |     |
| MIG             | 6  | José Velásquez       |           |     |
| MIG             | 8  | César Cueto          |           |     |
| MIG             | 10 | Teófilo Cubillas     |           |     |
| DAV             | 7  | Juan Muñante         | Amonestat |     |
| DAV             | 11 | Juan Oblitas         |           |     |
| DAV             | 19 | Guillermo La Rosa    |           | 62' |
| Substitucions:  |    |                      |           |     |
| MIG             | 20 | Hugo Sotil           |           | 62' |
| Seleccionador:  |    |                      |           |     |
| Marcos Calderón |    |                      |           |     |

|  | Perú                                  | 4–1     | Iran        |                                                                  |  |
|  | Velásquez 2' · Cubillas 36', 39', 79' | Informe | Rowshan 41' | Chateau Carreras, Córdoba · 21,262 espectadors · Alojzy Jarguz · |  |

| Perú | Iran |

| POR             | 21 | Ramón Quiroga        |  |     |
| DEF             | 2  | Jaime Duarte         |  |     |
| DEF             | 3  | Rodolfo Manzo        |  | 67' |
| DEF             | 4  | Héctor Chumpitaz (c) |  |     |
| DEF             | 5  | Toribio Díaz         |  |     |
| MIG             | 6  | José Velásquez       |  |     |
| MIG             | 8  | César Cueto          |  |     |
| MIG             | 10 | Teófilo Cubillas     |  |     |
| DAV             | 7  | Juan Muñante         |  |     |
| DAV             | 11 | Juan Oblitas         |  |     |
| DAV             | 19 | Guillermo La Rosa    |  | 60' |
| Substitucions:  |    |                      |  |     |
| DEF             | 20 | Hugo Sotil           |  | 60' |
| DAV             | 15 | Germán Leguía        |  | 67' |
| Seleccionador:  |    |                      |  |     |
| Marcos Calderón |    |                      |  |     |

| POR                | 1  | Nasser Hejazi       |           |      |
| DEF                | 2  | Iraj Danaeifard     |           |      |
| DEF                | 5  | Javad Allahverdi    |           |      |
| DEF                | 14 | Hassan Nazari       | Amonestat |      |
| DEF                | 20 | Nasrollah Abdollahi |           |      |
| DEF                | 21 | Hossein Kazerani    |           |      |
| MIG                | 7  | Ali Parvin (c)      |           |      |
| MIG                | 8  | Ebrahim Ghasempour  |           |      |
| MIG                | 9  | Mohammad Sadeghi    |           |      |
| DAV                | 10 | Hassan Rowshan      |           | Surt |
| DAV                | 18 | Hossein Faraki      |           | Surt |
| Substitucions:     |    |                     |           |      |
| DAV                | 17 | Ghafour Jahani      |           | 51'  |
| DAV                | 3  | Behtash Fariba      |           | 66'  |
| Seleccionador:     |    |                     |           |      |
| Heshmat Mohajerani |    |                     |           |      |

### Segona fase: Grup B
| Pos | Equip     | PJ | PG | PE | PP | GF | GC | DG  | Pts | Classificació                    |
| --- | --------- | -- | -- | -- | -- | -- | -- | --- | --- | -------------------------------- |
| 1   | Argentina | 3  | 2  | 1  | 0  | 8  | 0  | +8  | 5   | Avança a la final                |
| 2   | Brasil    | 3  | 2  | 1  | 0  | 6  | 1  | +5  | 5   | Avança al partit pel tercer lloc |
| 3   | Polònia   | 3  | 1  | 0  | 2  | 2  | 5  | −3  | 2   |                                  |
| 4   | Perú      | 3  | 0  | 0  | 3  | 0  | 10 | −10 | 0   |                                  |

| Brasil                          | 3–0     | Perú |
| ------------------------------- | ------- | ---- |
| Dirceu 15', 27' · Zico 72' (p.) | Informe |      |

| Brasil | Perú |

| POR              | 1  | Émerson Leão (c) |           |     |
| DEF              | 2  | Toninho          |           | 76' |
| DEF              | 3  | Oscar            |           |     |
| DEF              | 4  | Amaral           |           |     |
| DEF              | 16 | Rodrigues Neto   |           |     |
| MIG              | 17 | Batista          |           |     |
| MIG              | 5  | Toninho Cerezo   |           |     |
| MIG              | 11 | Dirceu           |           |     |
| DAV              | 18 | Gil              |           | 70' |
| DAV              | 19 | Jorge Mendonça   |           |     |
| DAV              | 20 | Roberto Dinamite | Amonestat |     |
| Substitucions:   |    |                  |           |     |
| MIG              | 8  | Zico             | 70'       |     |
| MIG              | 21 | Chicão           | 76'       |     |
| Seleccionador:   |    |                  |           |     |
| Cláudio Coutinho |    |                  |           |     |

| POR             | 21 | Ramón Quiroga        |           |     |
| DEF             | 4  | Héctor Chumpitaz (c) |           |     |
| DEF             | 3  | Rodolfo Manzo        |           |     |
| DEF             | 2  | Jaime Duarte         |           |     |
| DEF             | 5  | Rubén Díaz           |           | 11' |
| MIG             | 6  | José Velásquez       | Amonestat |     |
| MIG             | 8  | César Cueto          |           |     |
| MIG             | 10 | Teófilo Cubillas     |           |     |
| DAV             | 7  | Juan Muñante         |           |     |
| DAV             | 11 | Juan Carlos Oblitas  |           | 46' |
| DAV             | 19 | Guillermo La Rosa    |           |     |
| Substitucions:  |    |                      |           |     |
| DEF             | 14 | José Navarro         | 11'       |     |
| DAV             | 9  | Percy Rojas          | 46'       |     |
| Seleccionador:  |    |                      |           |     |
| Marcos Calderón |    |                      |           |     |

| Perú | 0–1     | Polònia         |
| ---- | ------- | --------------- |
|      | Informe | A. Szarmach 65' |

| Perú | Polònia |

| POR             | 21 | Ramón Quiroga        | 89' |     |
| DEF             | 4  | Héctor Chumpitaz (c) |     |     |
| DEF             | 3  | Rodolfo Manzo        | 7'  |     |
| DEF             | 2  | Jaime Duarte         |     |     |
| DEF             | 5  | José Navarro         |     |     |
| MIG             | 8  | César Cueto          |     |     |
| MIG             | 10 | Teófilo Cubillas     |     |     |
| MIG             | 17 | Alfredo Quesada      |     |     |
| DAV             | 7  | Juan Muñante         |     | 46' |
| DAV             | 11 | Juan Carlos Oblitas  |     |     |
| DAV             | 19 | Guillermo La Rosa    |     | 74' |
| Substitucions:  |    |                      |     |     |
| MIG             | 9  | Percy Rojas          |     | 46' |
| DAV             | 20 | Hugo Sotil           |     | 74' |
| Seleccionador:  |    |                      |     |     |
| Marcos Calderón |    |                      |     |     |

| POR            | 21 | Zygmunt Kukla        |     |     |
| DEF            | 3  | Henryk Maculewicz    |     |     |
| DEF            | 4  | Antoni Szymanowski   |     |     |
| DEF            | 6  | Jerzy Gorgoń         | 59' |     |
| DEF            | 9  | Władysław Żmuda      |     |     |
| MIG            | 5  | Adam Nawałka         |     |     |
| MIG            | 11 | Bohdan Masztaler     |     | 46' |
| MIG            | 12 | Kazimierz Deyna (c)  |     |     |
| MIG            | 18 | Zbigniew Boniek      | 75' | 86' |
| DAV            | 16 | Grzegorz Lato        |     |     |
| DAV            | 17 | Andrzej Szarmach     |     |     |
| Substitucions: |    |                      |     |     |
| DEF            | 8  | Henryk Kasperczak    |     | 46' |
| DAV            | 19 | Włodzimierz Lubański |     | 86' |
| Seleccionador: |    |                      |     |     |
| Jacek Gmoch    |    |                      |     |     |

| Argentina                                                       | 6–0     | Perú |
| --------------------------------------------------------------- | ------- | ---- |
| Kempes 21', 49' · Tarantini 43' · Luque 50', 72' · Houseman 67' | Informe |      |

| POR                | 5  | Ubaldo Fillol         |  |     |
| DEF                | 19 | Daniel Passarella (c) |  |     |
| DEF                | 7  | Luis Galván           |  |     |
| DEF                | 20 | Alberto Tarantini     |  |     |
| DEF                | 15 | Jorge Olguín          |  |     |
| MIG                | 6  | Américo Gallego       |  | 85' |
| MIG                | 12 | Omar Larrosa          |  |     |
| MIG                | 10 | Mario Kempes          |  |     |
| DAV                | 4  | Daniel Bertoni        |  |     |
| DAV                | 16 | Oscar Alberto Ortiz   |  | 60' |
| DAV                | 14 | Leopoldo Luque        |  |     |
| Substitucions:     |    |                       |  |     |
| DAV                | 9  | René Houseman         |  | 64' |
| MIG                | 17 | Miguel Oviedo         |  | 85' |
| Seleccionador:     |    |                       |  |     |
| César Luis Menotti |    |                       |  |     |

| POR             | 21 | Ramón Quiroga        |           |     |
| DEF             | 4  | Héctor Chumpitaz (c) |           |     |
| DEF             | 3  | Rodolfo Manzo        |           |     |
| DEF             | 2  | Jaime Duarte         |           |     |
| DEF             | 22 | Roberto Rojas        |           |     |
| MIG             | 17 | Alfredo Quesada      | Amonestat |     |
| MIG             | 6  | José Velásquez       | Amonestat | 51' |
| MIG             | 8  | César Cueto          |           |     |
| DAV             | 7  | Juan Muñante         |           |     |
| DAV             | 11 | Juan Carlos Oblitas  |           |     |
| DAV             | 10 | Teófilo Cubillas     |           |     |
| Substitucions:  |    |                      |           |     |
| DAV             | 16 | Raúl Gorriti         | 51'       |     |
| Seleccionador:  |    |                      |           |     |
| Marcos Calderón |    |                      |           |     |

## Espanya 1982

### Primera fase: Grup 1
| Pos | Equip   | PJ | PG | PE | PP | GF | GC | DG | Pts | Classificació           |
| --- | ------- | -- | -- | -- | -- | -- | -- | -- | --- | ----------------------- |
| 1   | Polònia | 3  | 1  | 2  | 0  | 5  | 1  | +4 | 4   | Avança a la segona fase |
| 2   | Itàlia  | 3  | 0  | 3  | 0  | 2  | 2  | 0  | 3   | Avança a la segona fase |
| 3   | Camerun | 3  | 0  | 3  | 0  | 1  | 1  | 0  | 3   |                         |
| 4   | Perú    | 3  | 0  | 2  | 1  | 2  | 6  | −4 | 2   |                         |

| Perú | 0–0     | Camerun |
| ---- | ------- | ------- |
|      | Informe |         |

| Perú | Camerun |

| POR            | 21 | Ramón Quiroga          |  |     |
| DEF            | 2  | Jaime Duarte           |  |     |
| DEF            | 15 | Rubén Toribio Díaz (c) |  |     |
| DEF            | 3  | Salvador Salguero      |  |     |
| DEF            | 16 | Jorge Olaechea         |  |     |
| MIG            | 6  | José Velásquez         |  |     |
| MIG            | 10 | Teófilo Cubillas       |  | 57' |
| MIG            | 8  | César Cueto            |  |     |
| DAV            | 5  | Germán Leguía          |  | 57' |
| DAV            | 9  | Julio César Uribe      |  |     |
| DAV            | 11 | Juan Carlos Oblitas    |  |     |
| Substituts:    |    |                        |  |     |
| POR            | 1  | Eusebio Acasuzo        |  |     |
| DAV            | 7  | Gerónimo Barbadillo    |  | 57' |
| MIG            | 13 | Óscar Arizaga          |  |     |
| MIG            | 18 | Eduardo Malásquez      |  |     |
| DAV            | 19 | Guillermo La Rosa      |  | 57' |
| Seleccionador: |    |                        |  |     |
| Tim            |    |                        |  |     |

| POR            | 1  | Thomas N'Kono (c)   | 80' |     |
| DEF            | 2  | Michel Kaham        |     |     |
| DEF            | 5  | Elie Onana          |     |     |
| DEF            | 16 | Ibrahim Aoudou      |     |     |
| DEF            | 7  | Ephrem M'Bom        |     |     |
| MIG            | 6  | Emmanuel Kundé      |     |     |
| DAV            | 14 | Théophile Abega     |     |     |
| MIG            | 8  | Grégoire M'Bida     |     |     |
| DAV            | 4  | René N'Djeya        |     |     |
| DAV            | 9  | Roger Milla         |     | 89' |
| DAV            | 18 | Jacques N'Guea      |     | 73' |
| Substituts:    |    |                     |     |     |
| MIG            | 10 | Jean-Pierre Tokoto  |     | 89' |
| DAV            | 11 | Charles Toubé       |     |     |
| POR            | 12 | Joseph-Antoine Bell |     |     |
| DAV            | 13 | Paul Bahoken        |     | 73' |
| DEF            | 15 | François N'Doumbé   |     |     |
| Seleccionador: |    |                     |     |     |
| Jean Vincent   |    |                     |     |     |

| Itàlia    | 1–1     | Perú     |
| --------- | ------- | -------- |
| Conti 18' | Informe | Díaz 83' |

| Itàlia | Perú |

| Polònia                                                        | 5–1     | Perú        |
| -------------------------------------------------------------- | ------- | ----------- |
| Smolarek 55' · Lato 58' · Boniek 61' · Buncol 68' · Ciołek 76' | Informe | La Rosa 83' |

## Rússia 2018

### Primera fase: Grup C
| Pos | Equip     | PJ | PG | PE | PP | GF | GC | DG | Pts | Classificació        |
| --- | --------- | -- | -- | -- | -- | -- | -- | -- | --- | -------------------- |
| 1   | França    | 3  | 2  | 1  | 0  | 3  | 1  | +2 | 7   | Avança a segona fase |
| 2   | Dinamarca | 3  | 1  | 2  | 0  | 2  | 1  | +1 | 5   | Avança a segona fase |
| 3   | Perú      | 3  | 1  | 0  | 2  | 2  | 2  | 0  | 3   |                      |
| 4   | Austràlia | 3  | 0  | 1  | 2  | 2  | 5  | −3 | 1   |                      |

| Perú | 0–1     | Dinamarca   |
| ---- | ------- | ----------- |
|      | Informe | Poulsen 59' |

| França     | 1–0     | Perú |
| ---------- | ------- | ---- |
| Mbappé 34' | Informe |      |

| Austràlia | 0–2     | Perú                        |
| --------- | ------- | --------------------------- |
|           | Informe | Carrillo 18' · Guerrero 50' |